# Tenagodus anguinus
Tenagodus anguinus là một loài ốc biển, là động vật thân mềm chân bụng sống ở biển thuộc họ Siliquariidae.

## Hình ảnh

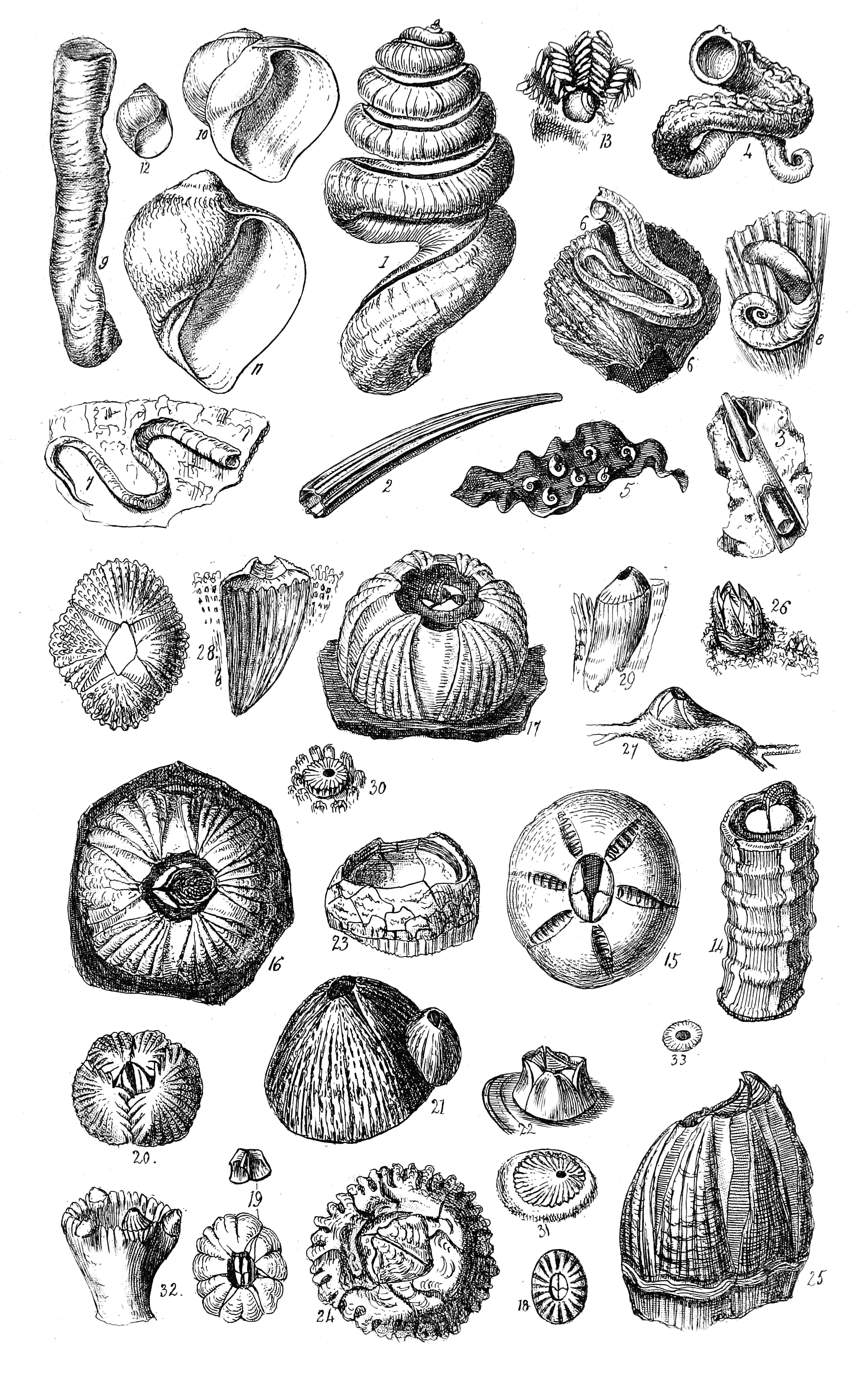
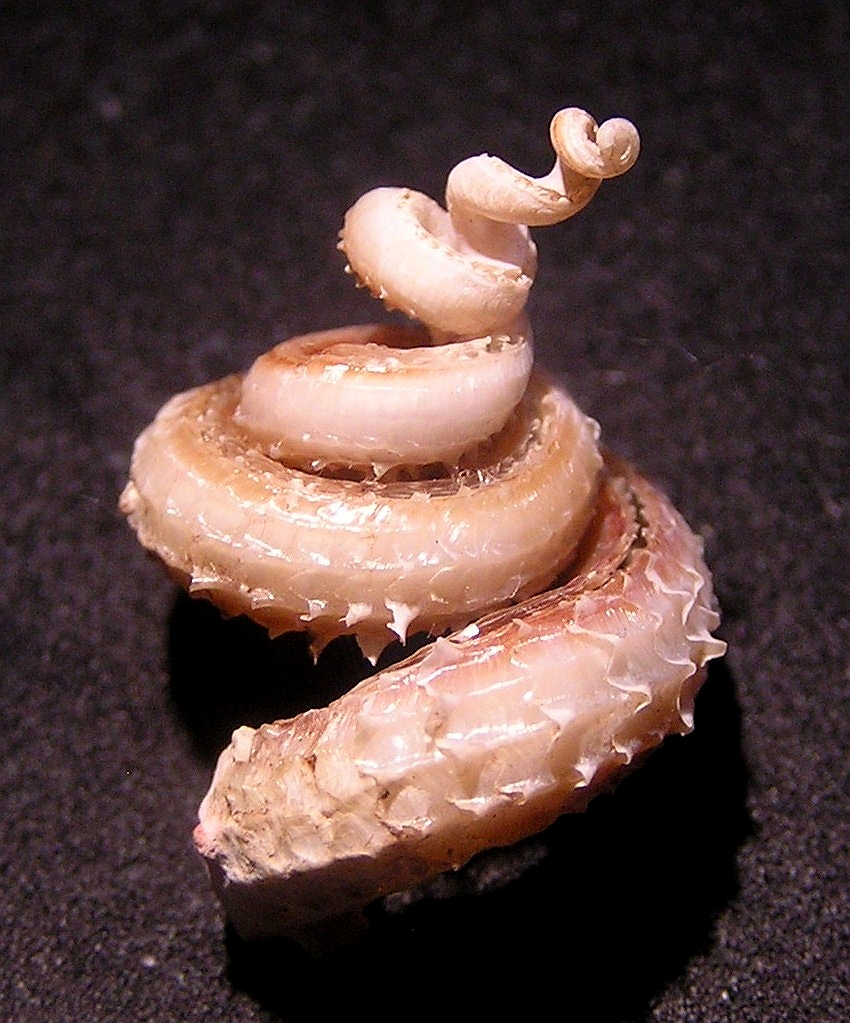